# Symphonie d'amour
Pour plus de détails, voir Fiche technique et Distribution.
Symphonie d'amour (Abenteuer am Lido) est un film autrichien réalisé par Richard Oswald sorti en 1933.

## Synopsis
Gennaro Mattei, ancien chanteur célèbre, a abandonné sa carrière il y a dix ans à la suite d'un scandale et s'est retiré dans un petit village de pêcheurs italien avec son manager Michael et Lucena, un proche parent. Il regrette cette décision précipitée. Cependant, Gennaro n'a pas cessé de chanter. Alors qu’il entame un air sur son bateau, une jeune femme l’entend et nage vers la chanson mais perd ses forces. Gennaro sauve la jeune femme et la met dans son bateau. C'est Evelyn Norman, un riche Américain qui est actuellement à Venise, socialement au centre de toutes les attentions, et qui s'est rendue dans le village de pêcheurs pour un voyage.
Evelyn pense avoir ouvert une nouvelle voix inconnue et souhaite faire connaître cet artiste "sans nom". Gennaro aime l’américaine entraînante et aime donc s’impliquer dans son jeu. Michael se croit volé. Elle souhaite promouvoir la carrière de Gennaro en le recommandant à un chef de musique réputé, mais s'adresse par inadvertance à Leonard, un représentant intelligent des pianos électriques, qui sélectionne toujours pour Gennaro des morceaux déjà stockés sur ses instruments.
Gennaro découvre qui est Leonard et contacte maintenant le vrai maître de chapelle. Quand Gennaro veut surprendre Evelyn avec son "premier" concert à Venise, il découvre que Leonard a depuis longtemps séduit l'élégante dame américaine. Le couple quitte prématurément la représentation de Gennaro pour se retirer discrètement. L'Italien la suit et voit Evelyn allongée dans les bras de Leonard. Déçu, il se retire dans son village de pêcheurs et se consacre à la musique et à la dolce far niente.

## Fiche technique
- Titre français : Symphonie d'amour ou Aventure sur le Lido[1]
- Titre original : Abenteuer am Lido[2],[3]
- Réalisation : Richard Oswald assisté de Gerd Oswald
- Scénario : Karl Farkas (de), Franz Schulz, Bedrich Wermuth
- Musique : Walter Jurmann, Bronislau Kaper
- Direction artistique : Artur Berger
- Photographie : Karl Puth, Hans Theyer (de)
- Son : Alfred Norkus (de)
- Montage : György Feld
- Production : Leopold Meissner
- Sociétés de production : Pan-Film KG Wien
- Société de distribution : Atlantis-Film
- Pays d'origine :  Autriche
- Langue : allemand
- Format : Noir et blanc - 1,33:1 - Mono - 35 mm
- Genre : Musical
- Durée : 91 minutes
- Dates de sortie :
  -  Autriche : 27 octobre 1933.
  -  Hongrie : 5 mai 1934.
  -  France : 14 septembre 1934[1].

## Distribution
- Alfred Piccaver : Gennaro Mattei
- S. Z. Sakall : Michael, son ami et manager
- Walter Rilla : Leonard
- Nora Gregor : Evelyn Norman
- Susi Lanner : Mitzi
- Hermine Sterler : Lucena
- Annie Rosar : La femme au restaurant et au concert
- Jack Mylong-Münz, Teddy Bill, Eugen Jensen (de) : trois adorateurs d'Evelyn
- Eugen Neufeld (de) : Le chef d'orchestre du concert
- Robert Valberg (de) : Le professeur barbu
- Karl Skraup (de) : L'invité